# Michael Jäckel

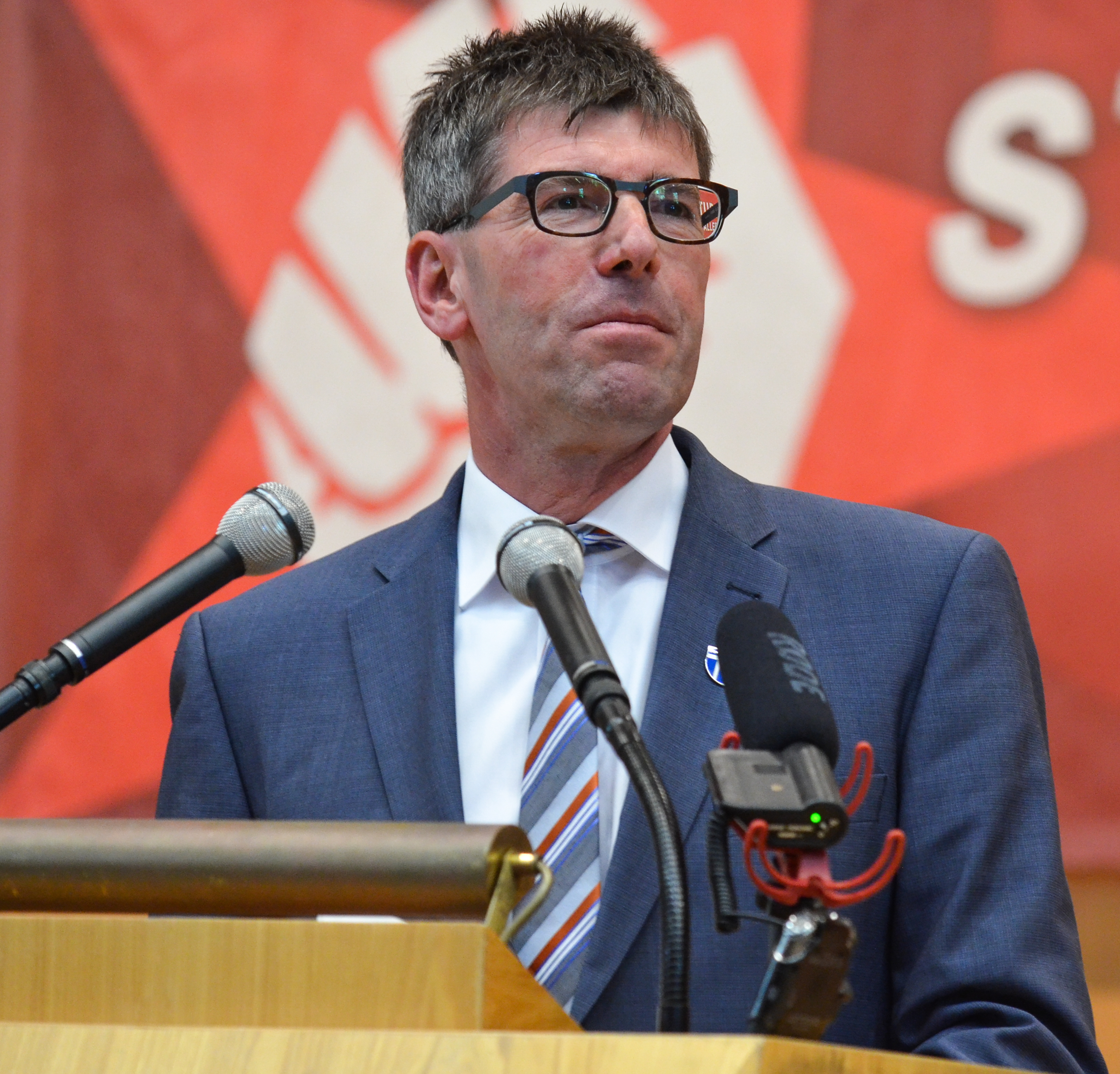
Michael Jäckel, 2018

Michael Jäckel (* 26. September 1959 in Oberwesel) ist ein deutscher Soziologe. Von 2011 bis August 2023 war er Präsident der Universität Trier.

## Leben
Jäckel studierte Soziologie, Geschichte und Politikwissenschaft an der Universität Mainz. Zwischen 1984 und 1987 war er Mitarbeiter der Wissenschaftlichen Begleitkommission zum Versuch mit Breitbandkabel in der Region Ludwigshafen/Vorderpfalz, im Jahr 1990 wurde er mit einer Arbeit über das Kabelfernsehen promoviert.
Zwischen 1990 und 1996 war er freier Mitarbeiter der Brockhaus Enzyklopädie, von 1991 bis 1996 wissenschaftlicher Mitarbeiter an der Universität Mainz. Im Jahr 1995 habilitierte er sich an der Universität Mainz.
Im Jahr 2002 wurde er auf die C4-Professur für Konsum- und Kommunikationsforschung an der Universität Trier berufen. Ab 2003 war er Vizepräsident, ab 2011 ihr Präsident. Im Jahr 2016 wurde seine Amtszeit verlängert. In dem jährlich stattfindenden Ranking ''Rektor/Präsident und Wissenschaftsminister'' des Deutschen Hochschulverbandes (DHV) wird seine Arbeit von den teilnehmenden DHV-Mitgliedern der Universität Trier mit der Gesamtnote befriedigend bis ausreichend bewertet (vgl. die Jahre 2022  oder 2019, 2018, 2017, 2016). Seit 2021 ist Jäckel außerdem Präsident der Universität der Großregion.
2020 wurde Michael Jäckel von der Theologischen Fakultät Trier mit der Ehrendoktorwürde ausgezeichnet. Die feierliche Verleihung der Ehrendoktorwürde fand aufgrund der Corona-Pandemie erst 2022 statt. Die Theologische Fakultät Trier ist auf Basis eines zwischen dem Bistum Trier und der Landesregierung Rheinland-Pfalz 1970 geschlossenen Kooperationsvertrages mit der Universität Trier verbunden.
Ab September 2023 löste ihn Eva Eckkrammer als Präsidentin der Universität Trier ab.

## Veröffentlichungen
- Einführung in die Konsumsoziologie. Fragestellungen – Kontroversen – Beispieltexte. VS, Wiesbaden 2004. ISBN 3531140124.
- Konsum - eine Abrechnung. Springer, Wiesbaden 2025. ISBN 9783658461379.
- Medienwirkungen. Ein Studienbuch zur Einführung. 5. Auflage. Westdeutscher Verlag, Opladen 2011. ISBN 9783531179964.
- Medienwirkungen kompakt. Einführung in ein dynamisches Forschungsfeld. 2. Auflage. Springer VS, Wiesbaden 2019. ISBN 9783779983057.
- Soziologie. Eine Orientierung. VS, Wiesbaden 2010. ISBN 9783531168364.
- Zeitzeichen. Einblicke in den Rhythmus der Gesellschaft. 2. Auflage. Beltz Juventa, Weinheim 2024. ISBN 9783779983057.